# 1985 au cinéma
 (aout 2024).
| Années du cinéma : 1982 - 1983 - 1984 - 1985 - 1986 - 1987 - 1988    |
| Décennies du cinéma : 1950 - 1960 - 1970 - 1980 - 1990 - 2000 - 2010 |

Cet article présente les faits marquants de l'année 1985 au cinéma.

## Principaux films de l'année
- À double tranchant
- After Hours
- L'Année du dragon
- Brazil
- Breakfast Club
- Commando
- Conseil de famille
- Dangereusement vôtre
- Les Goonies
- Invasion USA
- Kalidor
- Mad Max : Au-delà du dôme du tonnerre
- Out of Africa
- Portés disparus 2
- Ran
- Rambo 2 : La Mission
- Retour vers le futur
- Rocky 4
- Sale temps pour un flic
- Shoah
- Les Spécialistes
- Le Tigre rouge
- Trois Hommes et un couffin

### Films français sortis en 1985 (sélection)
- Adieu Bonaparte de Youssef Chahine
- L'Amour braque d'Andrzej Żuławski
- Astérix et la Surprise de César de Gaëtan et Paul Brizzi
- Blanche et Marie de Jacques Renard
- L'Effrontée de Claude Miller
- Le Fou de guerre de Dino Risi
- Hurlevent de Jacques Rivette
- Je vous salue, Marie de Jean-Luc Godard
- Péril en la demeure de Michel Deville
- Le Quatrième Pouvoir de Serge Leroy
- Shoah de Claude Lanzmann
- Subway de Luc Besson

## Festivals

### Cannes
- Papa est en voyage d'affaires d'Emir Kusturica remporte la Palme d'Or au Festival de Cannes.

### Autres festivals
- 9e édition du Festival panafricain du cinéma et de la télévision de Ouagadougou (Fespaco). Histoire d'une rencontre, de Brahim Tsaki (Algérie) obtient le grand prix (Étalon de Yennenga).

## Récompenses

### Oscars
- Meilleur film et Meilleur réalisateur : Out of Africa de Sydney Pollack
- Meilleure actrice : Geraldine Page, Mémoires du Texas (The Trip to Bountiful)
- Meilleur acteur : William Hurt, le Baiser de la femme araignée (Kiss of the Spider Woman)
- Meilleur second rôle féminin : Anjelica Huston, l'Honneur des Prizzi (Prizzi's Honor)
- Meilleur second rôle masculin : Don Ameche, Cocoon
- Meilleur film étranger : L'Histoire officielle (Argentine), Luis Puenzo

### Césars
- Meilleur film et Meilleur réalisateur : Les Ripoux de Claude Zidi
- Meilleur acteur : Alain Delon dans Notre histoire
- Meilleure actrice : Sabine Azéma dans Un dimanche à la campagne
- Meilleur second rôle masculin : Richard Bohringer dans L'Addition
- Meilleur second rôle féminin : Caroline Cellier dans L'Année des méduses
- Meilleur film étranger : Amadeus de Miloš Forman

### Autres récompenses
- Prix Louis-Delluc : L'Effrontée de Claude Miller
- Prix Romy-Schneider : Élizabeth Bourgine
- Prix Jean-Vigo : Le Thé au harem d'Archimède de Mehdi Charef.

## Box-Office

### France
| Class.                     | Titre                        | Pays                  | Réalisateur              | Box-Office France  |
| -------------------------- | ---------------------------- | --------------------- | ------------------------ | ------------------ |
| 1.                         | Trois hommes et un couffin   |                       | Coline Serreau           | 10 251 813 entrées |
| 2.                         | Rambo 2 : La Mission         | États-Unis d'Amérique | George Pan Cosmatos      | 5 851 030 entrées  |
| 3.                         | Les Spécialistes             |                       | Patrice Leconte          | 5 319 564 entrées  |
| 4.                         | Retour vers le futur         | États-Unis d'Amérique | Robert Zemeckis          | 3 457 648 entrées  |
| 5.                         | Taram et le Chaudron magique | États-Unis d'Amérique | Richard Rich, Ted Berman | 3 074 481 entrées  |
| Source : cbo-boxoffice.com |                              |                       |                          |                    |

### États-Unis
1. x
2. x
3. x

## Principales naissances
- 28 janvier : Tom Hopper, acteur anglais.
- 22 mars : Lizzie Brocheré
- 26 mars : Keira Knightley
- 27 mars : Blake McIver Ewing
- 10 avril : Barkhad Abdi
- 17 avril : Rooney Mara
- 30 avril : Gal Gadot
- 28 mai : Carey Mulligan
- 1er juillet : Léa Seydoux
- 2 juillet : Ashley Tisdale
- 9 août : Anna Kendrick
- 11 octobre : Michelle Trachtenberg († 26 février 2025)
- 30 novembre : Kaley Cuoco
- 30 novembre : Thomas Howes

## Principaux décès

### Premier trimestre
- 11 février : Henry Hathaway, cinéaste américain
- 31 mars : Alexandre Rignault, acteur français

### Deuxième trimestre
- 4 avril : Dinara Assanova, réalisatrice soviétique d'origine kirghize
- 16 avril : Scott Brady, acteur américain
- 24 avril : Sergueï Ioutkevitch, réalisateur et scénariste soviétique.
- 7 mai : Dawn Addams, actrice britannique
- 11 juin : Norman Claridge, acteur britannique

### Troisième trimestre
- 27 juillet : Michel Audiard, scénariste et réalisateur français
- 8 août : Louise Brooks, actrice américaine
- 9 août : Anne Birch, actrice danoise
- 15 août : Marie Bell, actrice française
- 30 septembre : Simone Signoret, actrice française

### Quatrième trimestre
- 2 octobre : Rock Hudson, (Roy Scherer Fitzgerald), acteur américain. (° 1925)
- 10 octobre :
  - Orson Welles, acteur et réalisateur américain (° 1915)
  - Yul Brynner, acteur américain (° 1920)
- 13 octobre : Francesca Bertini, actrice italienne (° 1892)
- 29 octobre : Alice Roberts, actrice belge (° 1906)
- 9 novembre : Marie-Georges Pascal, actrice française (° 1946)
- 12 décembre : Anne Baxter, actrice américaine (° 1923)